# Marie Kabrhelová
Marie Kabrhelová (Geburtsname:  Marie Karásková; * 4. Mai 1925 in Opatov u Jihlavy, Tschechoslowakei; † 7. Juni 2021) war eine tschechoslowakische Politikerin der Kommunistischen Partei KSČ (Komunistická strana Československa).

## Leben
Marie Kabrhelová war eines von fünf Kindern eines Schneiders und arbeitete als Näherin im Geschäft ihres Vaters. Nach ihrem Eintritt in die Kommunistische Partei KSČ (Komunistická strana Československa) wurde sie 1946 Parteifunktionärin in Jihlava und zog im Februar 1948 nach Prag. 1966 schloss sie ein Studium an der Parteihochschule ab und gehörte während des Prager Frühlings zum konservativen Parteiflügel. Im Mai 1970 wurde sie Mitglied des Präsidiums der Tschechoslowakischen Frauenunion ČSSŽ (Československý svaz žen) und gehörte diesem bis Dezember 1989 an. Sie war des Weiteren zwischen 1971 und 1974 Mitglied des Vorstandes und des Sekretariats des Zentralrates der Gewerkschaften (Ústřední rada odborů) der Revolutionären Gewerkschaftsbewegung ROH (Revoluční odborové hnutí). Im April 1974 übernahm sie als Nachfolgerin von Gusta Fučíková die Funktion der Vorsitzenden der Frauenunion ČSSŽ und übte auch diese bis Dezember 1989 aus. Im Dezember 1974 wurde sie ferner Mitglied des Präsidiums der Nationalen Front (Národní fronta Čechů a Slováků), die als Dachorganisation die Parteipolitik in Parteien und Massenorganisationen vermittelte, Kandidaten für nationale und kommunale Wahlen aufstellte sowie die Durchführung der Wahlen überwachte. 1974 wurde sie zudem Mitglied des Weltfriedensrates.
Auf dem XV. Parteitag (12. bis 16. April 1976) wurde Marie Kabrhelová Mitglied des Zentralkomitees (ZK) der KSČ gewählt und gehörte diesem Gremium bis Oktober 1989 an. Zugleich wurde sie auch Mitglied des Sekretariats des ZK und gehörte diesem Gremium ebenfalls bis Oktober 1989 an und war dort seit dem XVI. Parteitag (6. bis 10. April 1981) für Frauen zuständig. Am 23. Oktober 1976 wurde sie auch Mitglied der Föderationsversammlung (Federální shromáždění) und gehörte der Kammer des Volkes (Sněmovna národů) bis zum 19. Dezember 1989 an. Sie war zugleich auch Mitglied des Präsidiums der Föderationsversammlung. Im Mai 1979 wurde sie ferner Mitglied des Sekretariats der Frauenunion ČSSŽ und gehörte diesem bis Dezember 1989 an. Sie wurde mehrfach ausgezeichnet und erhielt unter anderem 1973 den Orden der Arbeit (Řád práce), 1975 den Orden des siegreichen Februar (Řád Vítězného února) sowie 1985 den Orden der Republik (Řád republiky).
Im Februar 1990 wurde sie aus der Kommunistischen Partei ausgeschlossen.